# Liste der Wappen im Landkreis Ammerland
Diese Liste beinhaltet alle in der Wikipedia gelisteten Wappen des Landkreises Ammerland in Niedersachsen.

## Landkreis Ammerland
| Landkreis           | Wappen | Kommentare |
| ------------------- | ------ | --- |
| Ammerland           |        | Genehmigt am 3. Juli 1978: „Geviert: 1) in Gold zwei rote Balken; 2) in Blau ein goldenes Ankerkreuz; 3) in Blau ein goldener Eichenzweig; 4) in Gold zwei rote Zickzackbalken.“                                                   |
| Ammerland 1952–1977 |        | Genehmigt durch den Niedersächsischen Minister des Innern am 27. März 1952: „Geviert: 1 in Gold zwei rote Balken; 2 in Blau ein goldenes Nagelspitzkreuz; 3 in Blau ein goldener Eichenzweig; 4 in Gold zwei rote Zickzackbalken.“ |

## Städte und Gemeinden
| Stadt oder Gemeinde      | Wappen | Kommentare |
| ------------------------ | ------ | --- |
| Gemeinde Apen            |        | Genehmigt ????: „In Gold über blauem Schildfuß ein rotes, von zwei Türmen flankiertes Festungstor mit schwarzen Dächern und Fenstern.“                                                                     |
| Gemeinde Bad Zwischenahn |        | Genehmigt 1968: „In goldenem Schild zwei rote Balken, belegt mit einem silbernen runden Brunnen und drei silbernen Reithkolben darüber.“                                                                   |
| Gemeinde Edewecht        |        | Genehmigt 1934: „Das Wappen der Gemeinde Edewecht zeigt auf grünem Hügel in Silber eine blaue Bockwindmühle mit schwarzen Segelscheiten.“                                                                  |
| Gemeinde Rastede         |        | Genehmigt 1954: „Das Wappen zeigt auf gelbem (goldenem) Schildergrund oben einen schreitenden roten Löwen, darunter zwei rote Zick-Zack-Balken..“                                                          |
| Stadt Westerstede        |        | Genehmigt durch den Niedersächsischen Minister des Innern 1955: „In Silber eine grüne Eiche auf grünem Hügel, der Stamm überdeckt mit einem goldenen Schild, darin übereinander zwei rote Zickzackbalken.“ |
| Gemeinde Wiefelstede     |        | Genehmigt durch den Präsidenten des Verwaltungsbezirks Oldenburg 1965: „In Gold zwei liegende, durch einen senkrechten roten Stab verbundene Wolfsangeln.“                                                 |